# Río Regen
El río Regen (checo, Řezná) es un río de Alemania, un afluente por la izquierda del río Danubio, que discurre por Baviera y desagua en la ciudad de Ratisbona. Su nombre, en alemán, significa literalmente «Lluvia». La longitud total del río, incluyendo sus cabeceras Großer Regen y Schwarzer Regen, que corren en parte por la República Checa, es de 169 km.

## Geografía
La fuente de su corriente principal, el Großer Regen ("Gran Regen"), se encuentra en la Selva de Bohemia en el territorio de la República Checa, cerca de Železná Ruda. El río cruza la frontera después de unos pocos kilómetros, en Bayerisch Eisenstein.
En Zwiesel, el Großer Regen se une con el Kleiner Regen ("Pequeño Regen") para formar el Schwarzer Regen ("Regen Negro"). El Schwarzer Regen fluye a través de Regen y Viechtach, y se une con el Weißer Regen ("Regen Blanco") en Kötzting. De esta confluencia, el río es llamado Regen.
El valle de Regen forma el valle principal que cruza el bosque bávaro; muchos asentamientos dentro de las montañas se encuentran a lo largo del río. Entre las ciudades por las que pasa el río están Cham y Ratisbona.